# BT Arena
Die BT Arena (Eigenschreibweise: BTarena, bis 2017 Sala Polivalentă Cluj-Napoca; deutsch Mehrzweckhalle Klausenburg) ist eine Mehrzweckhalle in der zweitgrößten, rumänischen Stadt Cluj-Napoca (Klausenburg), Siebenbürgen. Sie bietet maximal 10.000 Plätze.

## Geschichte
Der Bau der im Oktober 2014 eingeweihten Halle kostete 16,5 Mio. Euro und liegt in unmittelbarer Nachbarschaft zum Fußballstadion Cluj Arena, in dem der Fußballverein Universitatea Cluj spielt. Die Veranstaltungsstätte ist der Heimspielort der Männer-Basketballmannschaft sowie der Frauen-Handballmannschaft des CS Universitatea Cluj-Napoca. Die Arena ist für verschiedene Sportarten wie z. B. Basketball, Handball, Volleyball, Tennis, Boxen, Turnen, Mixed Martial Arts und anderen Kontaktsportarten ausgelegt. Die Halle hat eine Gesamtfläche von 38.410 m² und bietet eine Tiefgarage mit 443 Plätzen. Des Weiteren ist die Halle mit einem Regenwassernutzungssystem für die Sanitäranlagen ausgestattet. Zur Warmwasserbereitung werden Sonnenkollektoren genutzt. Darüber hinaus verfügt sie über eine Photovoltaikanlage, um im Bedarf die Stromversorgung zu sichern. Unter der Hallendecke ist ein Videowürfel aufgehängt.
Das Frauen-Handballturnier Karpatenpokal machte 2015 und 2017 in der Arena Station. Im Fed Cup 2016 fand in der Arena die Partie der ersten Runde in der Weltgruppe zwischen Rumänien und Tschechien statt. Die Rumäninnen unterlagen mit 2:3. In den Play-offs trat man wieder in der Sala Polivalentă, diesmal  gegen Deutschland, an und verlor mit 1:4. Zwei Jahre später im Fed Cup 2018 wurde die Halle für die Begegnung der Weltgruppe II gegen Kanada (3:1) und in den Play-offs gegen die Schweiz (3:1) genutzt.
Im April wurden die Turn-Europameisterschaften 2017 in der Halle ausgetragen. Im August des Jahres fanden die Spiele der Gruppe C der Basketball-Europameisterschaft in der Sala Polivalentă statt. Für die Veranstaltung wurde die Arena renoviert und erweitert. Vor dem Umbau bot die Halle für Basketball-, Handball- oder Volleyballspiele 7227 Sitzplätze. Mit der Erweiterung stehen nun 9300 Sitzplätze für diese Sportarten zur Verfügung.
Im Oktober 2017 wurde die in Cluj-Napoca ansässige Banca Transilvania Namenssponsor der Sporthalle. Der Vertrag gilt für fünf Jahre und die Bank zahlt 600.000 Euro. Der neue Name lautet BT Arena:
Am 25. März 2018 trafen Rumänien und Russland (26:25) in der Qualifikation zur Handball-Europameisterschaft der Frauen 2018 aufeinander. Rumänien qualifizierte sich später als Gruppensieger für die EM.
Neben dem Sport finden auch Konzerte in der Mehrzweckhalle statt.